# Atol Ailinginae
O Atol Ailinginae (Marshallês: Aelōn̄in Ae) é um atol com 25 ilhas no Oceano Pacífico. É um distrito legislativo das Ilhas Ralik, pertencente às Ilhas Marshall. Sua área é de aproximadamente 2,80 km², mas envolve uma lagoa com cerca de 105,96 km².
O local é desabitado desde 1954, quando os poucos moradores da ilha foram evacuados devido a testes nucleares em Castle Bravo e em Atol de Bikini, a noroeste.